# Sint-Bartholomeuskerk (Korbeek-Dijle)

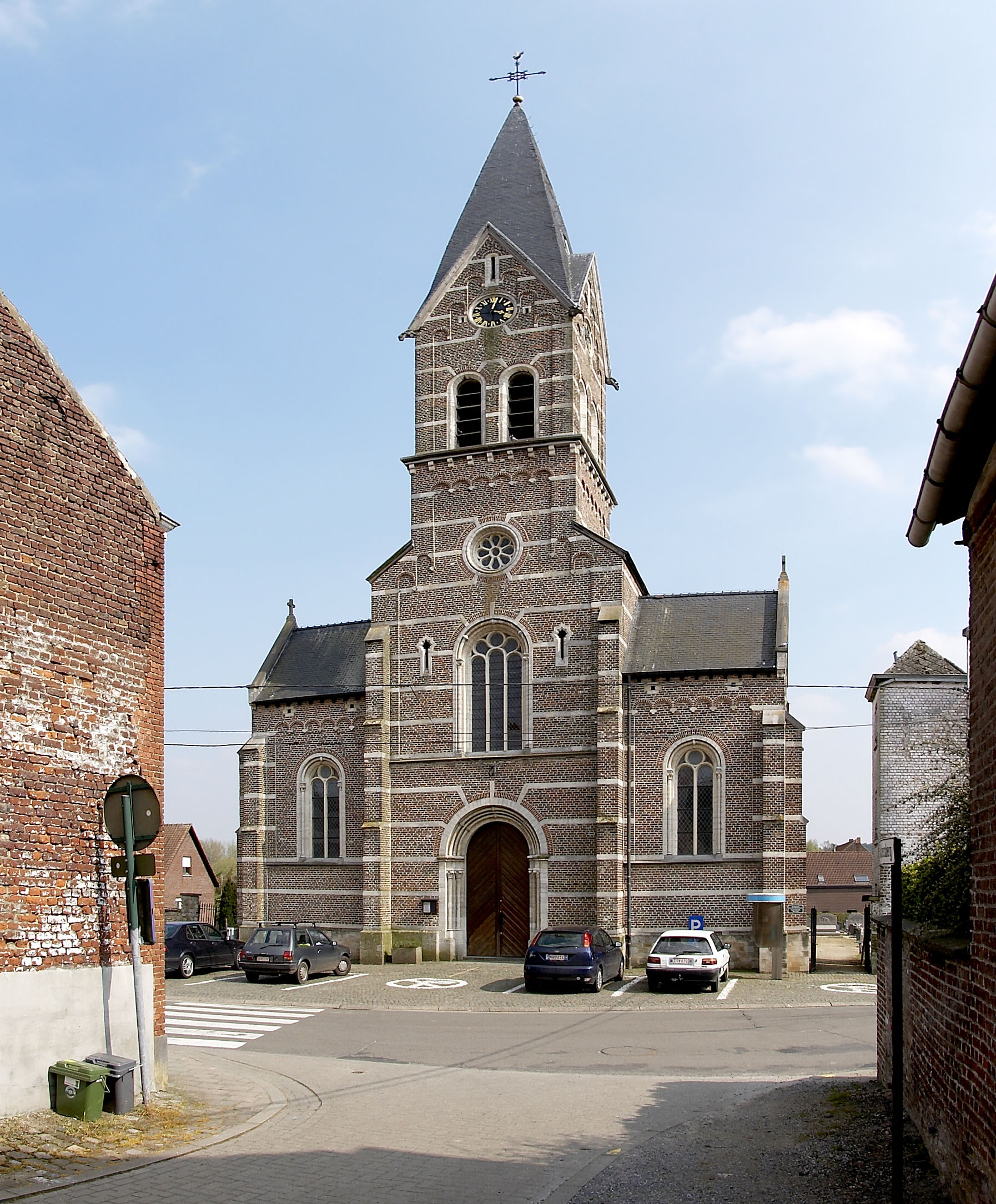
Kerk

De Sint-Bartholomeuskerk in de Belgische deelgemeente Korbeek-Dijle werd in 1860 gebouwd in een mengeling van neoromaanse en neogotische stijl. Ze is in rode baksteen opgetrokken naar een ontwerp van Alexander Van Arenbergh, op dat ogenblik de architect van het arrondissement Leuven. De kerk verving de primitief romaanse kerk uit de 10e eeuw die in 1858 was afgebrand. Ze werd in 1988-89 gerestaureerd. 

## Bezienswaardigheden
In de kerk bevindt zich een mooi retabel uit 1522. Het beeldsnijwerk komt uit een Brussels atelier en de Leuvense kunstschilder Jan Vanden Couteren schilderde de zijluiken die de geschiedenis voorstellen van de heilige Stefanus, martelaar. Als het retabel gesloten is, toont de achterkant enkele miraculeuze genezingen in de middeleeuwen. Daarnaast bevat de kerk ook nog een 90 cm hoog gepolychromeerd eiken beeld van de heilige Stefanus als diaken. Het dateert uit de periode rond 1500 en is het werk van Henderick Roosen.